# 体细胞核移植

体细胞核移植可以得到用于生殖和治疗目的的克隆体。 该示意图描绘了去除供体细胞核的过程; 在实验中整个供体细胞被转移。

体细胞核移植（Somatic cell nuclear transfer，简称：SCNT），又称体细胞克隆，是遗传学及发育生物学实验之中一种使用体细胞和卵细胞培育胚胎的常用技术手段。该技术提取去核卵母细胞，并把供体体细胞核移入卵母细胞中。体细胞核移植技术被应用于临床治疗及克隆技术中。世界上第一只克隆哺乳动物多利羊即是依靠体细胞核移植技术诞生。2018年1月，中国科学院神经科学研究所非人灵长类平台的研究团队宣布成功通过体细胞核移植技术克隆出两只食蟹猴中中、华华。

## 介绍
细胞核移植技术，就是将供体细胞核移入除去核的卵母细胞中，使后者不经过精子穿透等有性过程即无性繁殖即可被激活、分裂并发育成新个体，使得核供体的基因得到完全复制。1996年世界上第一个使用该技术克隆的动物多利羊诞生。

## 延伸阅读
- Wilmut I, Beaujean N, de Sousa PA,  et al. . Nature. October 2002, 419 (6907): 583–6. PMID 12374931. doi:10.1038/nature01079.
- Kikyo N, Wolffe AP. . J. Cell Sci. 113. January 2000,. ( Pt 1): 11–20. PMID 10591621.
- Tian XC, Kubota C, Enright B, Yang X. . Reprod. Biol. Endocrinol. November 2003, 1 (1): 98. PMC 521203 . PMID 14614770. doi:10.1186/1477-7827-1-98.
- Gurdon JB, Byrne JA, Simonsson S. . Proc. Natl. Acad. Sci. U.S.A. 100. September 2003,. Suppl 1 (90001): 11819–22. PMC 304092 . PMID 12920185. doi:10.1073/pnas.1834207100.